# Norra Burgården

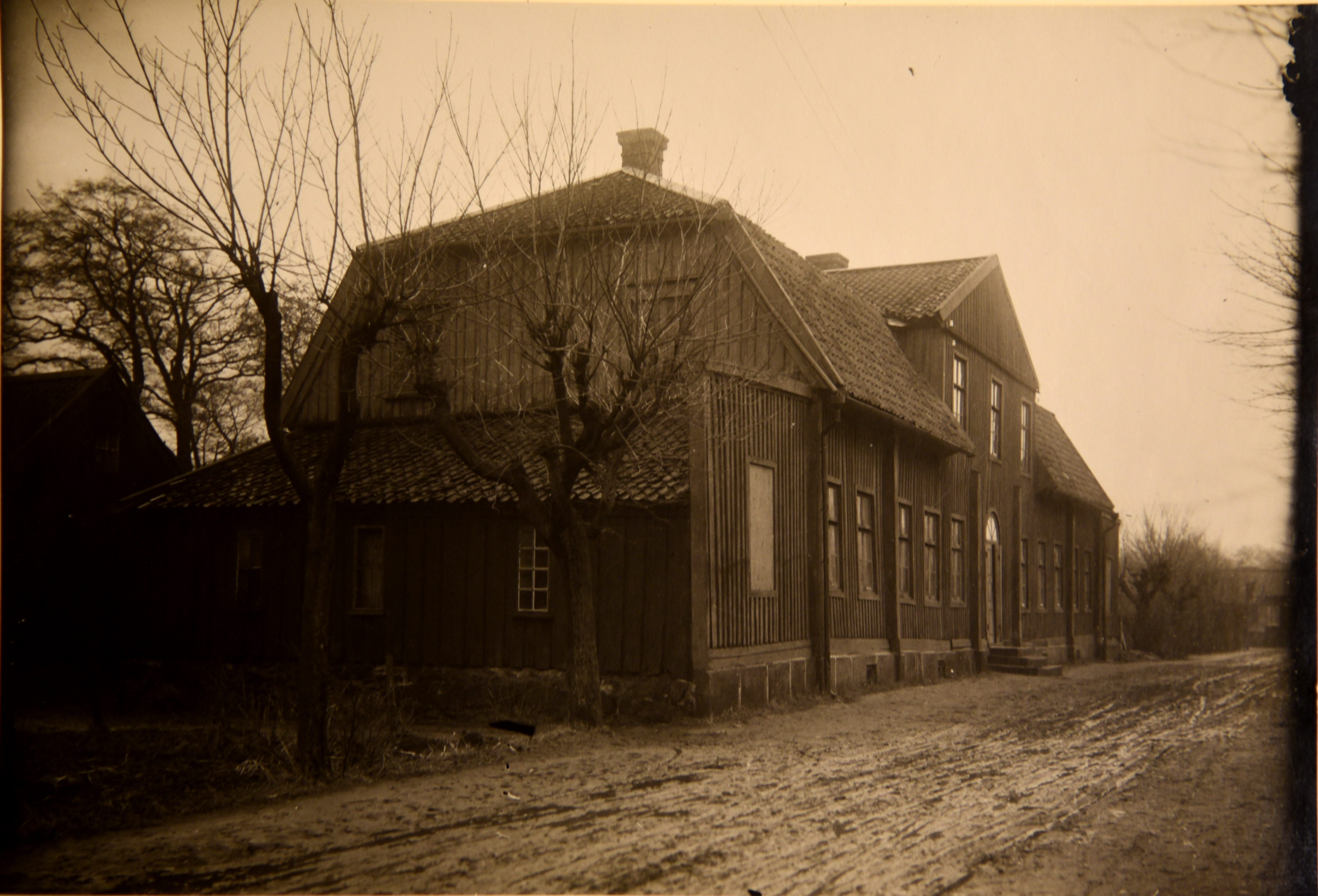
Norra Burgården år 1920. Göteborgs hembygdsförbunds arkiv.

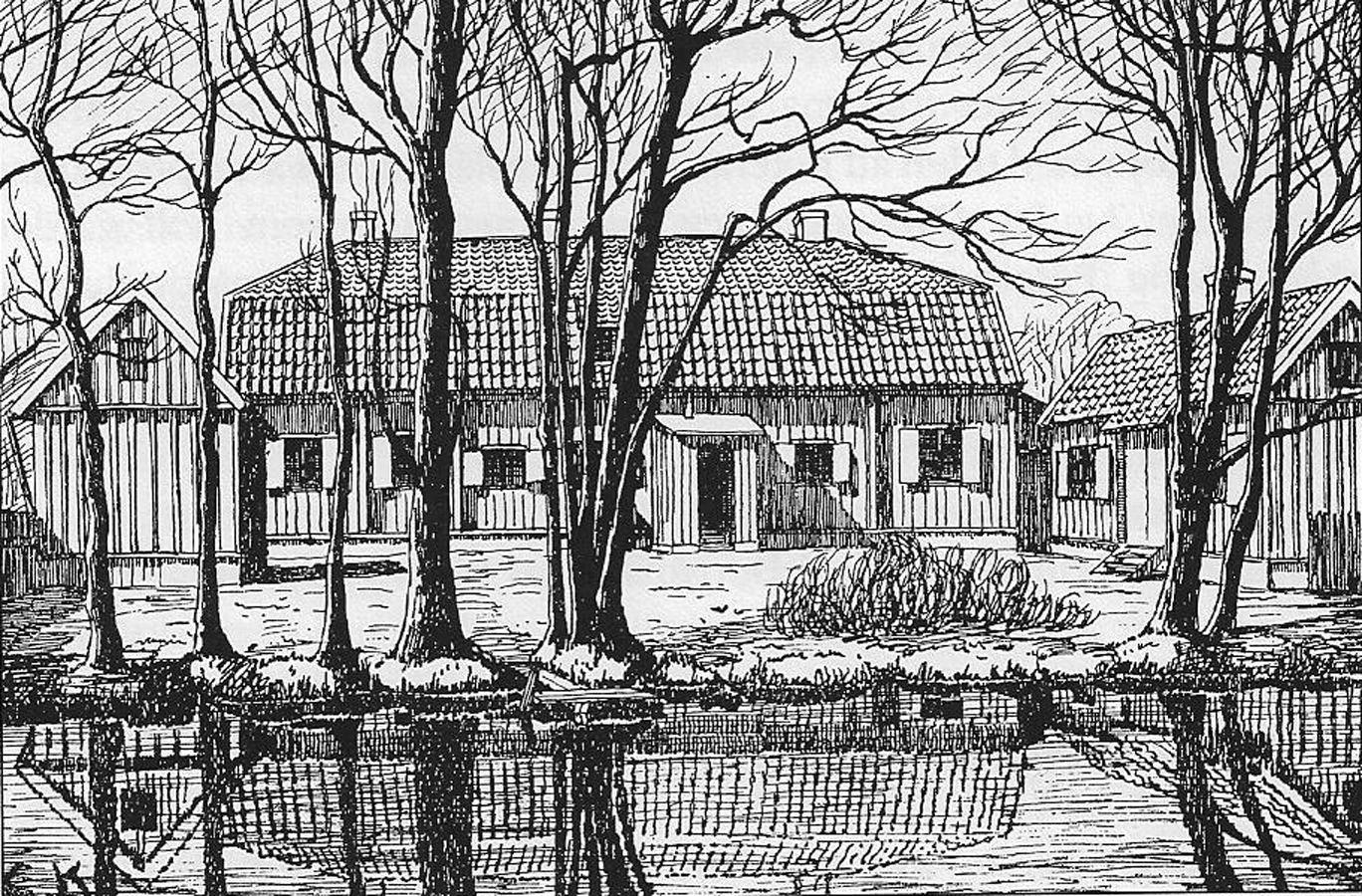
Norra Burgården 1921.

Norra Burgården var ett landeri i Göteborg som anlades år 1638 av Jan de Bur. Flera av ägarna har varit prästfamiljer.
I mitten av 1800-talet delades landeriet i två delar Norra respektive Södra Burgårdens landerier.
1897 såldes Norra Burgårdens landeri till Göteborgs stad. Landeriet fick sitt namn efter den första innehavaren, holländaren Jan de Bur. Manbyggnaden revs år 1936.